# Jack Trudeau
Jack Francis Trudeau (Forest Lake, 9 settembre 1962) è un ex giocatore di football americano statunitense che ha militato nel ruolo di quarterback nella National Football League (NFL).

## Carriera
Trudeau fu scelto nel corso del secondo giro (47º assoluto) del Draft NFL 1986 dagli Indianapolis Colts. Nella sua stagione da rookie disputò 11 gare come titolare, tutte perdute. Dopo avere diviso il ruolo con Gary Hogeboom e Blair Kiel nel 1987, guidò i Colts alla vittoria in tre delle ultime quattro partite, portando la squadra alla sua prima apparizione ai playoff dal trasferimento a Indianapolis nel 1984. Partì come titolare anche nella sconfitta per 38-21  nel turno delle wild card in cui passò due touchdown. Nel 1988 disputò solamente due partite, venendo rimpiazzato da Chris Chandler. La sua migliore stagione da professionista fu nel 1989, quando iniziò 12 gare come titolare, terminando con i primati personali in yard passate (2.317) e touchdown (15). Tuttavia, nel Draft NFL 1990, i Colts ottennero in uno scambio con Atlanta il nativo di Indianapolis Jeff George con la prima scelta assoluta e George iniziò la stagione successiva come titolare. Nel corso delle successive quattro stagioni, Trudeau giocò solamente 14 gare come titolare, scendendo in campo principalmente come riserva. Malgrado qualche modesto successo, i tifosi di Indianapolis non legarono mai davvero con Trudeau.
Durante la stagione 1994, Trudeau firmò con i New York Jets per essere la riserva di Boomer Esiason. Quando questi si infortunò a inizio stagione, Trudeau partì in due gare come titolare, inclusa una contro i Colts. Fu scelto dai Carolina Panthers nell'Expansion Draft NFL 1995 diventando il terzo quarterback dietro a Frank Reich e Kerry Collins nella stagione inaugurale della squadra. Dopo avere disputato una sola stagione con Carolina, Trudeau si ritirò dopo la stagione 1995.